# 야마야 유시
야마야 유시(일본어: 山谷 侑士, 2000년 6월 11일~)는 일본의 축구 선수이다.

## 구단 경력
그는 2019년 J1리그의 요코하마 F. 마리노스에 입단했다. 2020년부터 2022년까지 미토 홀리호크, 가고시마 유나이티드 FC, 요코하마 FC에서 뛰었다. 2023년 게일랑 인터내셔널 FC로 이적했다. 2024년 아카데미스크 BK로 이적했다.